# Айві Майк
Айві Майк (англ. Ivy Mike) — кодова назва першого повномасштабного випробування термоядерного пристрою, у якому частина вибухової речовини походить від ядерного синтезу. Айві Майк був підірваний 1 листопада 1952 року Сполученими Штатами на острові Елугелаб на атолі Еніветак, у теперішній незалежній острівній державі Маршаллових Островів, у рамках операції Айві. Це було перше повне випробування конструкції Теллера-Улама, поетапного термоядерного пристрою.
Через його фізичні розміри та тип термоядерного палива (кріогенний рідкий дейтерій) пристрій «Майк» не підходив для використання як зброя для доставки. Він був задуманий як «технічно консервативний» експеримент з підтвердженням концепції для перевірки концепцій, що використовуються для детонацій у кілька мегатон.
У зразках від вибуху були сліди ізотопів плутонію-246, плутонію-244, а також передбачених елементів ейнштейнію та фермію.

## Програма
Починаючи з прориву Теллера-Улама в березні 1951 року, був досягнутий постійний прогрес у питаннях, пов’язаних з термоядерним вибухом, і були виділені додаткові ресурси для інсценування та політичного тиску з метою побачити фактичне випробування водневої бомби:137–139. Дата в межах 1952 року здавалася можливою:556. У жовтні 1951 року фізик Едвард Теллер висунув липень 1952 року як кінцеву дату для першого випробування, але керівник проекту Маршалл Холлоуей вважав, що жовтень 1952 року, через рік, був більш реалістичним, враховуючи, скільки інженерної та виробничої роботи вимагатиме випробування, а також враховуючи необхідність щоб уникнути сезону літніх мусонів на Маршаллових островах:   30 червня 1952 року голова Комісії з атомної енергії Сполучених Штатів Гордон Дін показав президенту Гаррі С. Трумену модель того, як виглядатиме пристрій Айві Майк; випробування було призначено на 1 листопада 1952 р:590
Одна спроба значно відкласти випробування або не проводити його взагалі була зроблена Групою консультантів Державного департаменту з питань роззброєння під головуванням Дж. Роберта Оппенгеймера, який вважав, що уникнення випробувань може запобігти розробці катастрофічної нової зброї та відкрити шлях до нових угод щодо озброєнь між Сполученими Штатами та Радянським Союзом:139–142. Однак комісії не вистачало політичних союзників у Вашингтоні, і з цього приводу не було відкладено тестування:145–148.

## Конструкція та підготовка пристрою

Тестове відео Айві Майк.

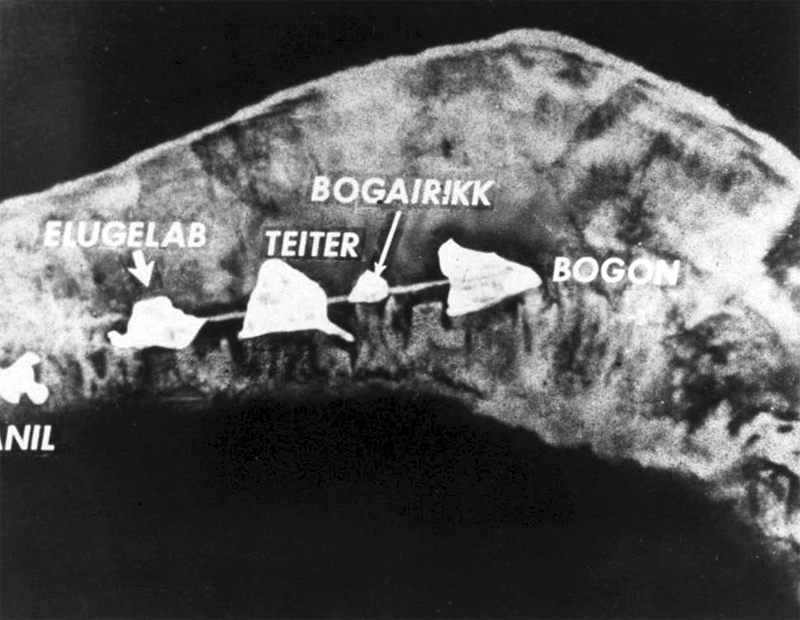
Атол Еніветак перед вибухом "Майка". Зверніть увагу на острів Елугелаб зліва.

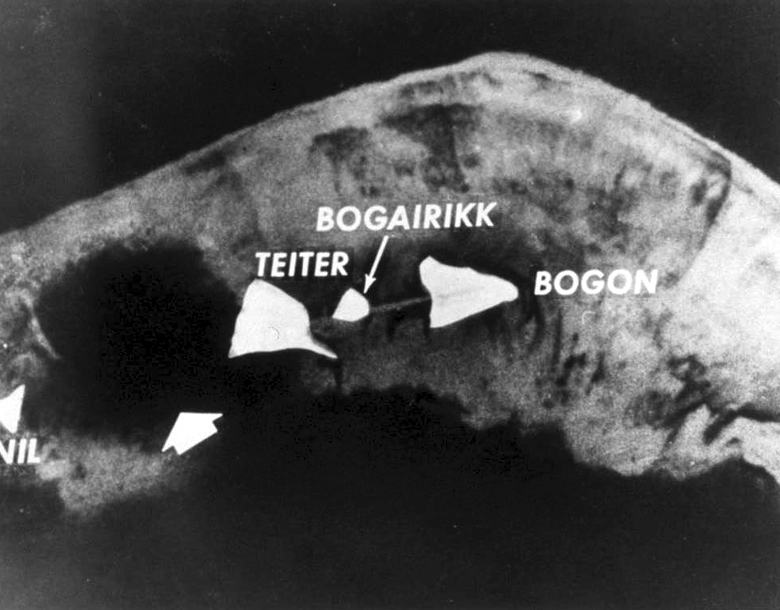
Атол Еніветак після вибуху "Майка". Зверніть увагу на кратер ліворуч.

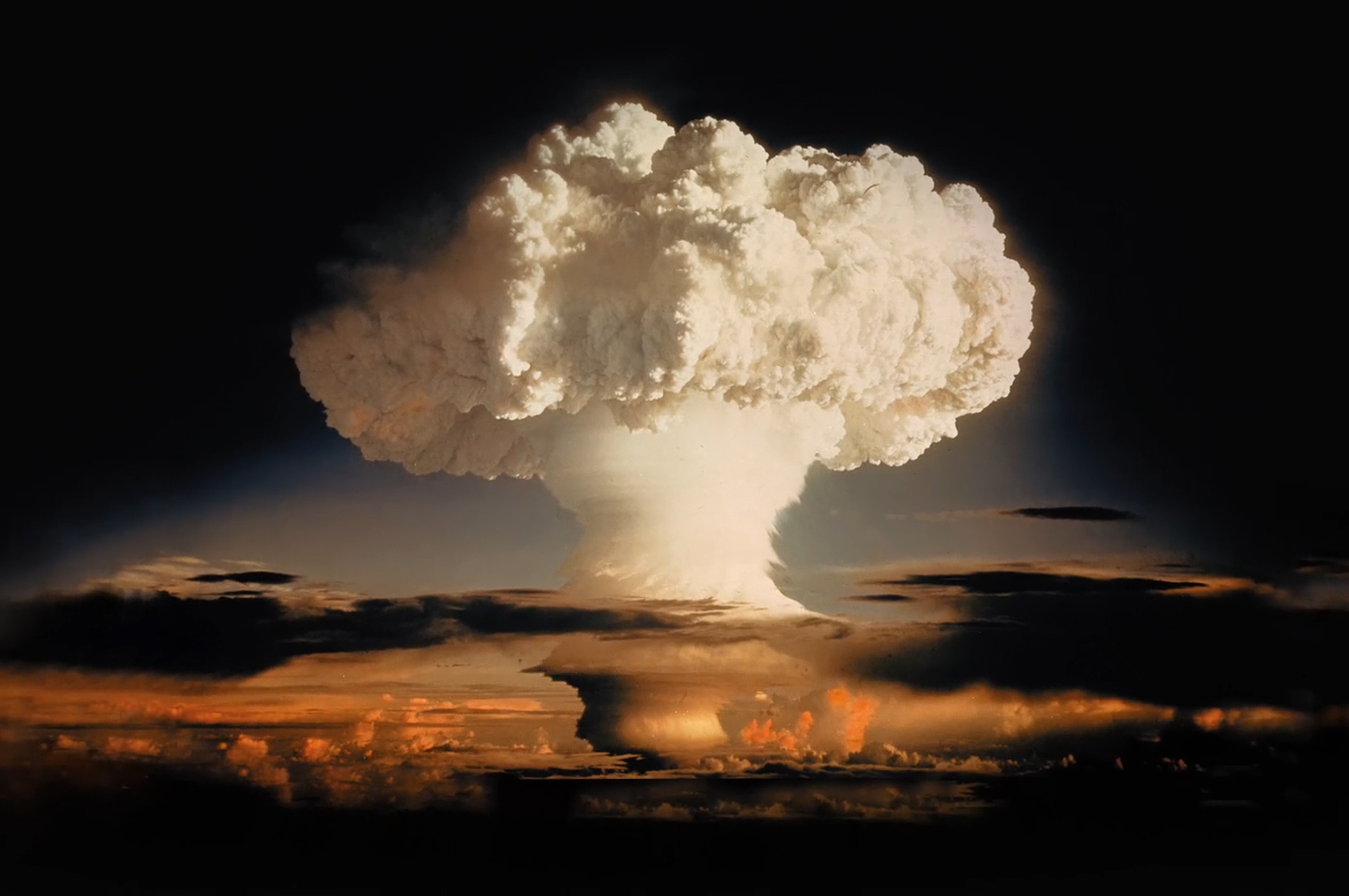
Грибоподібна хмара після вибуху Майка. Потужність 10,4 мт, ядерне випробування в атмосфері, проведене США на атолі Еніветак 1 листопада 1952.

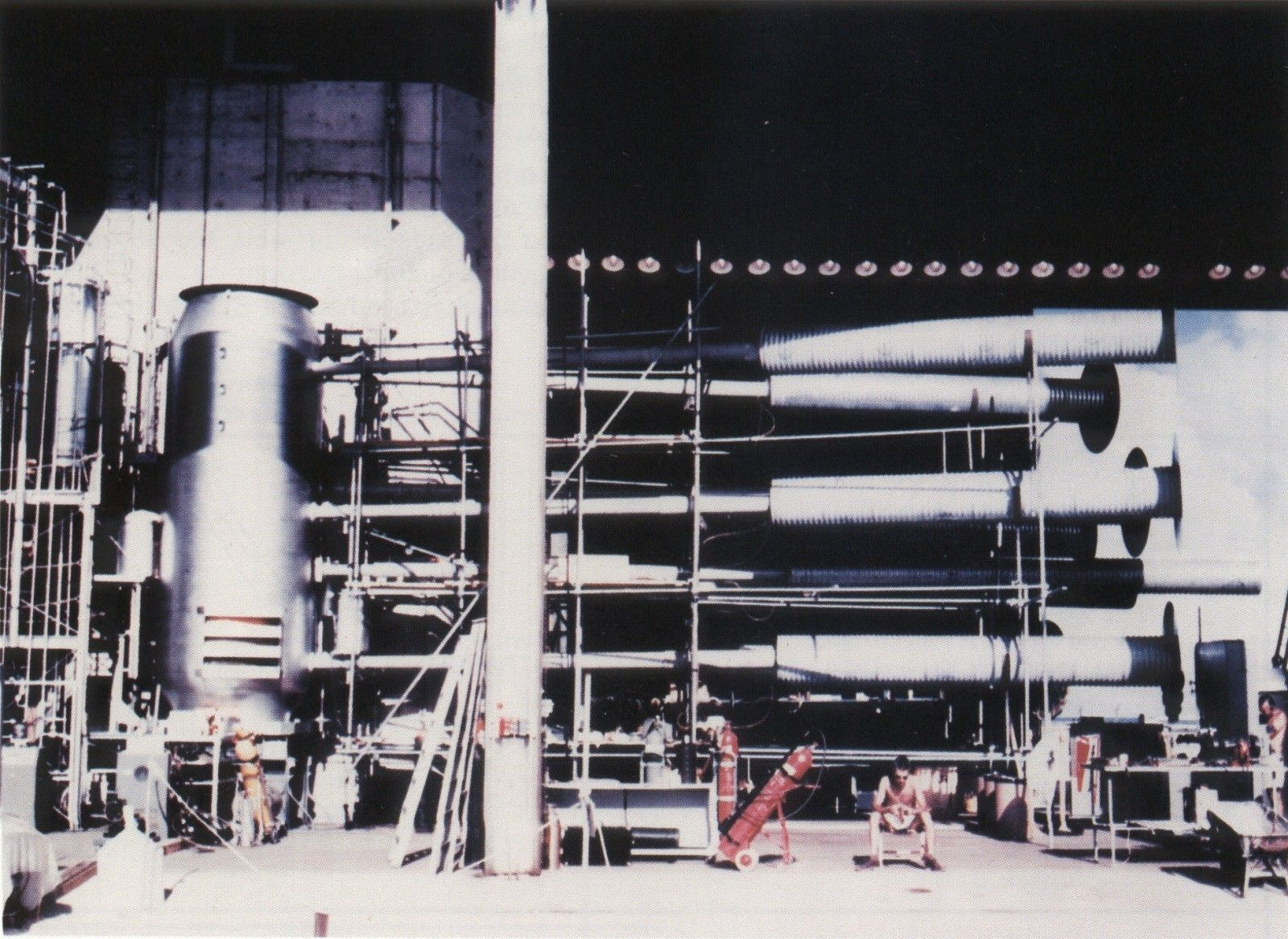
Вигляд корпусу апарату «Ковбаса» з прикріпленими до нього приладами та кріогенним обладнанням. Довгі труби були для вимірювання; їхня функція полягала в тому, щоб передавати перше випромінювання від «первинної» та «вторинної» стадій (відомих як «світло Теллера») до інструментів саме тоді, коли пристрій було підірвано, перш ніж він був зруйнований вибухом. Зверніть увагу на чоловіка, який сидить внизу праворуч для масштабу.

Пристрій «Майк» був по суті будівлею, яка нагадувала фабрику, а не зброю. Повідомлялося, що радянські інженери глузливо називали «Майку» «термоядерною установкою»:391.
Пристрій сконструював Річард Гарвін, учень Енріко Фермі, за пропозицією Едварда Теллера. Було вирішено, що ніщо, крім повномасштабного випробування, не підтвердить ідею конструкції Теллера-Улама. Гарвін отримав вказівку використовувати дуже консервативні оцінки при розробці тесту, і сказав, що він не повинен бути досить маленьким і легким, щоб розгортатися в повітрі(p327).
Рідкий дейтерій був обраний як паливо для реакції термоядерного синтезу, оскільки його використання спростило експеримент з точки зору фізиків і полегшило аналіз результатів. З інженерної точки зору, його використання зумовило необхідність розробки раніше невідомих технологій для обробки складного матеріалу, який потрібно було зберігати при надзвичайно низьких температурах, близьких до абсолютного нуля(pp41–42). Було побудовано великий кріогенний завод для виробництва рідкого водню (використовується для охолодження пристрою) і дейтерію (паливо для тесту). Також була побудована електростанція на 3 000 кіловат для кріогенної установки(p44).
Пристрій, який був розроблений для тестування дизайну Теллера-Улама, став відомий як дизайн «ковбаса»: :43
- У його центрі знаходилась циліндрична ізольована сталева колба Дьюара (вакуумна колба) або кріостат. Цей танк був майже 2.1 метр поперек і більше 6.1 по висоті[11], і мав стінки майже 30 сантиметрів товщини[13]. Важив приблизно 49 тон. Міг вмістити 1000 літрів рідкого дейтерію, охолодженого до майже абсолютного нуля[14][15]. Кріогенний дейтерій став паливом для «вторинної» (ядерної) стадії вибуху[11].
- На одному кінці циліндричної колби Дьюара була звичайна ядерна бомба TX-5  (p66) (не посилена (p43). Бомба TX-5 була використана для створення умов, необхідних для початку реакції термоядерного синтезу. Ця «первинна» стадія поділу була вкладена в корпус випромінювання у верхній частині пристрою та не перебувала у фізичному контакті з «вторинною» стадією синтезу. TX-5 не потребувала в охолодженні[11](pp43–44).
- У центрі колби Дьюара у вторинній камері знаходився циліндричний стрижень плутонію в камері з газоподібним тритієм. Ця «свічка запалювання ділення» була розбита рентгенівськими променями від первинної детонації. Це забезпечило джерело зовнішнього тиску всередині дейтерію та покращило умови для реакції синтезу[11](pp43–44).
- Навколо вузла знаходилось 4.5 тони природного урану "тампер". Зовні тампер був вистелений листами свинцю та поліетилену, утворюючи канал випромінювання для проведення рентгенівського випромінювання від «первинної» до «вторинної» стадії. Як зазначено в проекті Теллера-Улама, функція рентгенівського випромінювання полягала в стисненні «вторинного» за допомогою тамперної/штовхаючої абляції, тиску пінної плазми та тиску випромінювання. Цей процес збільшує щільність і температуру дейтерію до рівня, необхідного для підтримки термоядерної реакції, і стискає «свічку запалювання» до надкритичної маси, спонукаючи її до ядерного поділу і, таким чином, розпочати реакцію синтезу в навколишньому середовищі дейтерієвого палива[11](pp43–44).

## Детонація
Випробування було проведено 1 листопада 1952 року о 07:15 за місцевим часом (31 жовтня о 19:15 за Гринвічем). Вибух мав потужність у 10,4 мегатонни ТНТ (44 ПДж), однак 77% кінцевого виходу отримано від швидкого поділу уранового тампера, що спричинило велику кількість радіоактивних опадів.
Вогняна куля, створена в результаті вибуху, мала максимальний радіус від 2.9 до 3.3 кілометри. Максимальний радіус був досягнутий через кілька секунд після детонації, під час якої гаряча вогненна куля піднялася вгору завдяки плавучості. Хоча вогняна куля все ще була відносно близько до землі, вона ще не досягла своїх максимальних розмірів і, таким чином, становила приблизно 5.2 км в ширину. Грибна хмара піднялася на висоту 17 кілометрів менш ніж за 90 секунд. Через хвилину вона досягла 33 км, перш ніж стабілізуватися на рівні 41. Верхня частина врешті-решт розширилась до діаметра 160 кілометрів зі стеблом у 32 км шириною.